# Villa maritime

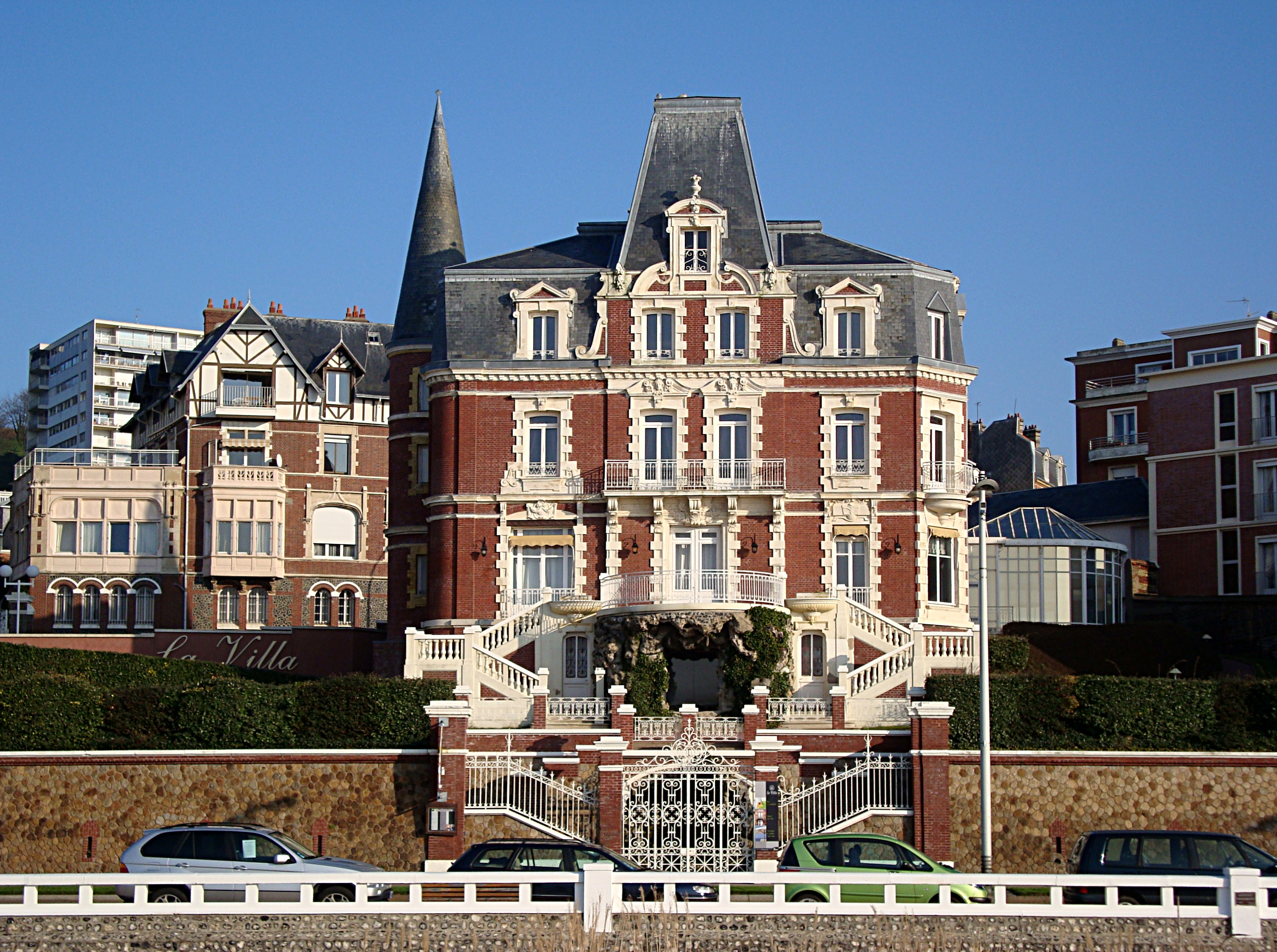
La villa maritime

La villa maritime est une résidence située sur la plage du Havre en Seine-Maritime. Construite en 1890 selon les plans d'Henri Toutain, elle a été habitée par Madame de Aldecoa, Georges Dufayel et Armand Salacrou où il mourut en 1989. Rénovée au début du XXIe siècle, Elle appartient au groupe Partouche et a abrité un restaurant jusqu'en 2007. En 2010, elle servit de cadre à la troisième Biennale d'art contemporain. Elle comporte une serre et des grottes artificielles.

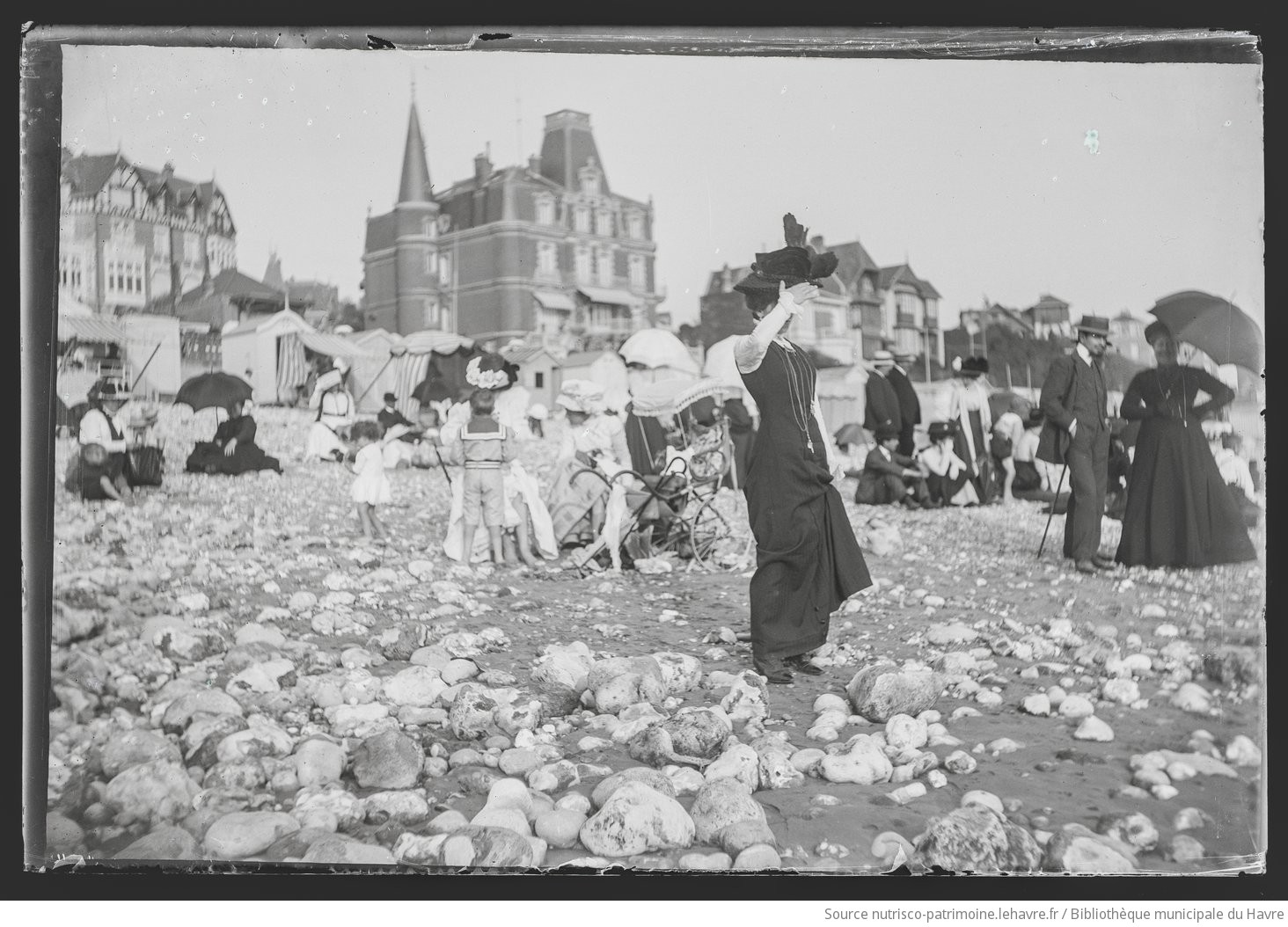
Vacanciers devant la villa Maritime, sur la plage du Havre